# Frase proverbial
La frase proverbial es una entidad léxica autónoma que no se sometería sin violencia a servir de elemento sintáctico en el esquema de la oración. Es siempre algo que se dijo o se escribió, y su uso en la lengua tiene el carácter de una cita, de una recordación, de algo que se trae a cuento ante una situación que en algún modo se asemeja a la que dio origen al dicho. 
Según Julio Casares, su valor expresivo no está en las imágenes que puede contener, lo que es esencial en las locuciones significantes, sino en el paralelismo que se establece entre el momento actual y otro pretérito, evocado con determinadas palabras.

## Ejemplos
Algunos de los ejemplos de frases proverbiales dados por Casares son:
- Lo dijo Blas, punto redondo.
- Al buen callar llaman Sancho.
- Contigo pan y cebolla.

Los dos últimos ejemplos son refranes. Algunos ejemplos de frases proverbiales serían: La avaricia rompe el saco,  El hábito no hace al monje y  Todos los caminos llevan a Roma.